# 護衛艦付き立入検査隊
護衛艦付き立入検査隊（ごえいかんづきたちいりけんさたい、Maritime Inspection Team：MIT）は、海上自衛隊の各護衛艦毎に編成されている海上阻止行動（MIO）を想定した臨検（立入検査、船舶検査）部隊である。海自内では立検隊（たちけんたい）、あるいは立検（たちけん）と呼ばれる。

## 概要
1999年（平成11年）成立の周辺事態法を受けて翌年制定された周辺事態に際して実施する船舶検査活動に関する法律により、海自が必要な場合に応じて、一般船舶に対して海上阻止行動＝臨検（立入検査）を実施することが可能となった。
これに伴い、それらの行動に対処する専門知識を持った部隊が必要となり、各護衛艦毎に立入検査隊が編成された。設立初期では、一部の隊員が米海軍や米沿岸警備隊から海上阻止行動に関するノウハウを学んで教育課程を設置した。その教育課程では、各護衛艦の乗員から学生を選抜し、教育訓練が実施されている。普段は、各職種の任務（主特技、例：射撃員、魚雷員、通信員、ガスタービン員、補給員）に就いているが、立入検査隊訓練時は、特技員（有資格者。海自内の副資格＝副特技の一つ）として指導的立場にある。立入検査部署の発令に際して各艦の立入検査要員として活動する。
各国の海軍では軍艦乗員による臨検は日常の業務であるが、海上自衛隊では臨検は有事の際に行うものと規定されており、1999年（平成11年）以降になってようやく平時における運用が検討課題となった。

## 教育
立入検査要員は基本的に3等海曹以上の者を対象としている。これは海上警備行動において3等海曹以上の自衛官には特別司法警察職員の職務執行権限が付与されるためである(士長以下は司法巡査)
第1術科学校内には海曹専修科立入検査課程が設置されており、約4週間の教育を受けるが履修は必須ではない。また同課程の出身者が主体となって各艦で立入検査隊訓練を実施し、立入検査要員の育成を行う。
海上自衛隊内では、人員不足のために護衛艦の乗組員の人員削減を余儀なくされたり、統計上の隊員の基礎体力の低下が顕著という傾向があり、各艦においては対象隊員の確保と体力練成が課題となっている。

## 装備

### 銃器
- 9mm拳銃 - 主に使用される。
- 9mm機関けん銃
- 64式7.62mm小銃 - 拳銃では対応が困難な事案での使用が想定されている。
- 89式5.56mm小銃 - 主に折曲銃床式のものが使用されているが、海賊対処派遣水上任務部隊において立入検査隊を中心に組織される「乗船隊（海賊を制圧し民間船舶の安全確保を任務とする。日本領海内で行われる立入検査と区別するためにこの名がついている）」に装備されている程度で、常時護衛艦に配備されている武器ではない。海自では89式への更新が進んでいないため64式の使用が想定されているが、2016年頃より89式の調達を開始しているため、今後は随時更新される予定である。

### 装備品
- 特殊2号作業服 - 立入検査隊訓練や乗船隊訓練で着用される官給品の紺色のつなぎ服。
- 立入検査帽 - 官給品の紺色のキャップ。「VBI」のロゴ入りメッシュキャップや各艦の部隊識別帽を着用する例も見られる。
- ペン差し(特殊2号作業服) - 立入検査隊や日章旗のワッペン装着に使用される斜めペン差し。
- ヘルメット - 88式鉄帽やプロテック社のABS製ヘルメットが採用されている。脅威度が低い案件ではキャップのみの場合もある。88式鉄帽は黒色の鉄帽覆いを装着している場合もある。
- タクティカルゴーグル - 官給品も存在するが主に私物が使用されるため、様々なタイプがある。
- 防弾チョッキ(海上用) - 前面に大型のポケットが2つ、背面にトランシーバー用の斜めポケットのある黒色のアーマー。水に浮くのでカポック(救命胴衣)としての機能もあるが、重量があり動きにくいという欠点をもつ。　近年はMOLLE式の新型も採用されており、この型はポーチを任意の位置に装着することが可能となっている。新型は前面と背面にベルクロが縫い付けられているため、日章旗や個人名、「海上自衛隊」と書かれたワッペンを装着することがある。また艦によってはショルダーアーマーを装着している例もある。
- プレートキャリア - 旧防弾チョッキ(海上用)の機能不足を補うためのもの。チョッキの上に装着することで各種装備品の取り付けが可能となる。
- レッグホルスター - SAFARILAND製のSLS式が多く見られるが、BLACKHAWK!製のものも確認されている。
- レッグプラットフォーム - 左大腿部に3連ピストルマグポーチやレッグポーチの装着に使用されており、BLACKHAWK!製のものが多く確認されている。[2]
- ピストルランヤード - 9mm拳銃の脱落防止用。BLACKHAWK!製のものが確認されている。
- ベルト(弾帯) - 防弾チョッキ(海上用)の下にサスペンダーとともに装備している。近年はベルト(弾帯)のみ装備することも多い。レッグホルスターやダンプポーチなどを取り付ける。
- 肘用防護パッド、膝用防護パッド - 官給品が存在しないため各艦で購入した市販品を使用する。ALTA製のものが多く見られる。
- マガジンポーチ - 官給品が存在するが、ほとんど使用されない9mm機関けん銃のマガジン用のため使用率は低い。タスマニアンタイガーなど私物の拳銃用マガジンポーチを使用する隊員が多い。
- ダンプポーチ - 官給品の小型の雑納。拳銃や小銃の空弾倉入れや一時的な装備収納に使用される。
- 特殊警棒 - アルミ製3段伸縮式の警棒。腰部前面に装着する。
- 手錠 - アルミ製(ハンドカフ)のものやプラスチック製の簡易手錠（タイラップ）を使用。
- タクティカルミラー - 先端に円形のミラーが付いた伸縮式のもの。上記の官給品のマガジンポーチに入れられることがある。
- 戦闘防刃手袋 - 官給品の防刃手袋。近年では私物のタクティカルグローブを着用する隊員が多い。
- ブーツ - 基本は官給品や私物の艦上安全靴やだが市販のコンバットブーツを着用する隊員も多く見られる。
- 骨伝導式イヤホン - 防弾チョッキ(海上用)に装着したPTTスイッチに繋がっており、隊員間の情報伝達に使用される。テムコジャパン製「BM92」の使用が確認できる。

## 関連年表
- 1999年（平成11年）：周辺事態法の成立により、必要に応じて一般船舶の立入検査が可能になった為、各護衛艦毎に編成される。
- 2000年（平成12年）：米沿岸警備隊から海上阻止行動に関するノウハウを学ぶ。
- 2004年（平成16年）：10月に相模湾沖で開催されたPSI訓練に護衛艦いかづちの立入検査隊が参加し、乗船検査訓練を実施した。
- 2005年（平成17年）：8月にシンガポール沖で開催されたPSI訓練に護衛艦しらねの立入検査隊が参加し、乗船検査訓練を実施した。
- 2007年（平成19年）：10月に東京湾沖で開催されたPSI訓練に護衛艦いかづちの立入検査隊が参加し、乗船検査訓練を実施した。
- 2009年（平成21年）：2月にソマリア沖アデン湾に出没する武装海賊対策として、海上警備行動による護衛艦の派遣予定を受け、広島県呉市沖で海上自衛隊及び海上保安庁による海賊対策に係る共同訓練展示に参加した 。
- 2009年（平成21年）：10月にシンガポール沖で開催されたPSI訓練に護衛艦むらさめの立入検査隊が参加し、乗船検査訓練を実施した。
- 2010年（平成22年）：6月にリムパック2010に護衛艦こんごう及び護衛艦ありあけの立入検査隊が参加し、海賊対処訓練に参加した。
- 2010年（平成22年）：10月に韓国釜山沖で開催されたPSI訓練に護衛艦いそゆき及びあさゆきの立入検査隊が参加し、乗船検査訓練を実施した。
- 2014年（平成26年）：8月にアメリカハワイ沖で開催されたPSI訓練に護衛艦いせの立入検査隊が参加し、乗船検査訓練を実施した。